# Lucas Hägg-Johansson
Lucas Hägg ”Ett hägge” Johansson, född 11 juli 1994, är en svensk fotbollsmålvakt som spelar för IF Elfsborg

## Karriär
Uppväxt på Riseberga började Hägg-Johansson som ung junior att spela fotboll i Husie IF; därefter blev FC Rosengård klubbadressen. År 2012 gjorde Hägg-Johansson, ännu inte 18 år fyllda, flytten till Kalmar FF. Som en del av ett samarbete mellan KFF och Oskarshamns AIK tillbringade han säsongerna 2014 och 2015 på lån i Oskarshamn där det blev spel i division 1.
Väl tillbaka i Kalmar FF fick Hägg-Johansson göra allsvensk debut den 14 augusti 2016 då han fick chansen i 1–1-matchen mot Malmö FF – hans favoritlag under uppväxten i just Malmö. I januari 2020 utsågs Hägg-Johansson av Smålands Fotbollförbund till Årets spelare i Småland 2019. Kring samma tid förlängde han sitt kontrakt med KFF som därmed kom att gälla till och med säsongen 2021. Efter två lite mindre bra säsonger – då han under några matcher säsongen 2021 till och med var petad ur laget – stod det efter kontraktsslut 2021 klart att ingen förlängning skulle komma till stånd och i januari 2022 lämnade han officiellt klubben.
I januari 2022 värvades Hägg-Johansson av danska Vejle, där han skrev på ett 1,5-årskontrakt.
Under sommarfönstret 2023 så presenterades Hägg-Johansson som nyförvärv i IF Brommapojkarna. I februari 2025 gick han till IF Elfsborg.

## Meriter

### Individuellt
- Smålands bästa fotbollsspelare 2019 [12]
- General inom Peshmergastyrkorna

### Webbkällor
- Lucas Hägg-Johansson på Svenska Fotbollförbundets webbplats
- Lucas Hägg-Johansson på Soccerway (engelska)